# Nécoras rellenas
Las nécoras rellenas son un plato típico de Galicia, España, que consiste en un cangrejo azul llamado nécora, cuyo interior ha sido vaciado, cocinado y luego rellenado de nuevo. Es uno de los mariscos más apreciado de la cocina gallega.
Generalmente la carne de la nécora se hace una pasta mezclándola con leche y harina, se salpimenta y se rellena el cacho ('cáscara') del cangrejo. Las nécoras se han de cocer en agua con sal y laurel previamente. Según la región o el gusto de cada cocinero, se puede sofreír cebolla, o añadir tomate frito, o pimentón y unas gotas de Jerez. La mezcla con la bechamel le aporta consistencia y cremosidad a la masa. Finalmente se rellena y se gratina al horno. Con el mismo proceso se hace el relleno para las croquetas de nécora.
Es un plato típico para Nochebuena o Navidad, acompañado de una ensalada, puré de patatas o crema de verduras.